# Atilio Cormons
Atilio Cormons, slovenski duhovnik, * 15. oktober 1916, Platišče (Plestišča) nad Breginjem, † 18. november 1943, Srednje nad Sv. Lenartom, Nadiška dolina.

## Življenje
Rodil se je v beneškoslovenskem kraju Platišče, v videmski nadškofiji. Njegov oče Enriko je nekaj let delal v Kanadi. Po odločitvi za duhovniški poklic je študiral v Vidmu, kjer je po končani srednji šoli vstopil v semenišče. Leta 1940 je bil posvečen v sugdiakona, v diakona pa februarja 1941. Mašniško posvečenje je prejel 12. april 1941 v videmski stolnici.
18. avgusta 1941 je bil imenovan za župnijskega upravitelja v Srednjem nad Sv. Lenartom v Nadiški dolini.
19. novembra je padel kot žrtev vojnih razmer. Ni povsem jasno, ali so ga ustrelili nemški vojaki ali partizani, katerim naj bi branil postavitev strojnice v cerkveni zvonik.